# Guoziyuan
Guoziyuan (kinesiska: 果子园) är en socken i östra Kina. Den ligger i Jinzhai härad i staden Lu'an i provinsen Anhui, omkring 170 kilometer väster om provinshuvudstaden Hefei. Antalet invånare är 12 622. Befolkningen består av 5 978 kvinnor och 6 644 män. Barn under 15 år utgör 18,0 %, vuxna 15-64 år 72 %, och äldre över 65 år 8,0 %.